# Gorivo od predobrađenog otpada
Gorivo od predobrađenog otpada (engleski: refuse-derived fuel, RDF) jest gorivo proizvedeno od različitih vrsta otpada kao što je komunalni čvrsti otpad (MSW), industrijski otpad ili komercijalni otpad.
Svjetsko poslovno vijeće za održivi razvoj daje definiciju:
"Odabrani otpad i nusproizvodi s korisnom kalorijskom vrijednošću mogu se koristiti kao goriva u cementnoj peći, zamjenjujući dio konvencionalnih fosilnih goriva, poput ugljena, ako zadovoljavaju stroge specifikacije. Ponekad se mogu koristiti tek nakon prethodne obrade kako bi se dobila goriva 'po mjeri' za cementni proces".
RDF se uglavnom sastoji od komponenti takvog otpada, kao što su plastika koja se ne može reciklirati (ne uključujući PVC ), papirni karton, naljepnice i drugi materijali. Ove se frakcije odvajaju različitim koracima obrade, kao što su prosijavanje, klasifikacija zrakom, balističko odvajanje, odvajanje željeznih i neželjeznih materijala, stakla, kamenja i drugih stranih materijala i usitnjavanje u jednoličnu veličinu zrna, ili se također peletiraju kako bi se proizveo homogeni materijal koji se može koristiti kao zamjena za fosilna goriva u npr. tvornicama cementa, tvornicama vapna, elektranama na ugljen ili kao redukcijsko sredstvo u čeličanim pećima. Ako je dokumentirano prema CEN/TC 343, može se označiti kao kruto obnovljeno gorivo (SRF).
Drugi opisuju svojstva, kao što su:
- Sekundarna goriva
- Zamjenska goriva
- “AF” kao skraćenica za alternativna goriva
- U konačnici, većina oznaka samo su općenite parafraze za alternativna goriva koja potječu ili iz otpada ili iz biomase.

Ne postoji točna klasifikacija ili specifikacija koja se koristi za takve materijale. Čak ni zakonodavna tijela još nisu utvrdila točne smjernice o vrsti i sastavu alternativnih goriva. Prvi pristupi klasifikaciji ili specifikaciji nalaze se u Njemačkoj (Bundesgütegemeinschaft für Sekundärbrennstoffe) kao i na europskoj razini (Europska organizacija za oporabljeno gorivo). Ovi pristupi koji su prvenstveno pokrenuli proizvođači alternativnih goriva, slijede ispravan pristup: Samo kroz točno definiranu standardizaciju u sastavu takvih materijala, proizvodnja i upotreba mogu biti jedinstveni u cijelom svijetu.
Prvi pristupi klasifikaciji alternativnih goriva:
Kruta dobivena goriva dio su RDF-a u činjenici da se proizvode kako bi dosegla standard kao što je CEN/343 ANAS.